# Gliquidonă
Gliquidona (cu denumirea comercială Glurenorm) este un medicament antidiabetic din clasa derivaților de sulfoniluree de generația a 2-a, fiind utilizat în tratamentul diabetului zaharat de tipul 2. Calea de administrare disponibilă este cea orală.

## Utilizări medicale
Gliquidona este utilizată în tratamentul diabetului zaharat de tip 2 (non-insulino-dependent), la pacienții la care glicemia este insuficient controlată prin  regimul dietetic, exercițiul fizic și scăderea în greutate.

## Reacții adverse
Principalele efecte adverse asociate tratamentului cu gliquidonă sunt: greață, diaree și disconfort abdominal. Poate produce hipoglicemie frecvent.